# تشيستر إل. واشنطن
تشيستر إل. واشنطن (بالإنجليزية: Chester L. Washington) هو صحفي أمريكي، ولد في 13 أبريل 1902 في بيتسبرغ في الولايات المتحدة، وتوفي في 31 أغسطس 1983 في كولفر سيتي في الولايات المتحدة.